# Varstvo osebnih podatkov
Varstvo osebnih podatkov je ena od človekovih pravic in osebnih svoboščin, ki so v večini držav zajamčene z ustavo. V Sloveniji poleg ustave varstvo osebnih podatkov ureja tudi poseben zakon, Zakon o varstvu usebnih podatkov (ZVOP-1), ki podrobneje določa pravice, načela in ukrepe, s katerimi se preprečujejo nezakoniti in neupravičeni posegi v zasebnost posameznika, ki bi lahko nastali kot posledica uporabe in obdelave osebnih podatkov.
Poleg zakona o varstvu osebnih podatkov se v Sloveniji neposredno uporabljajo tudi določbe Konvencije o varstvu posameznikov glede na avtomatsko obdelavo osebnih podatkov, ki je bila ratificirana in objavljena leta 1994 v Uradnem listu.
General Data Protection Regulation (GDPR); uredba o zaščiti podatkov (Regulation (EU) 2016/679), je uredba Evropske unije, ki je bila sprejeta 27. aprila 2016, veljati pa bo začela 25. maja 2018, in znotraj EU na novo ureja področje varovanja osebnih podatkov. Slovenski zakon na tej osnovi bo novi Zakon o varovanju osebnih podatkov (ZVOP-2).

## Kaznovanje zlorab
Kazenski zakonik Republike Slovenije v 154. členu opredeljuje zlorabo osebnih podatkov kot kaznivo dejanje, ki se preganja po uradni dolžnosti. V njem je določeno, da se z denarno kaznijo ali zaporom do enega leta kaznuje, kdor v nasprotju z zakonom uporabi osebne podatke, ki se smejo voditi samo na podlagi zakona ali na podlagi osebne privolitve posameznika, na katerega se podatki nanašajo ali kdor vdre v računalniško bazo podatkov, da bi zase ali za koga drugega pridobil kakšen osebni podatek. Če navedeno dejanje izvrši uradna oseba z zlorabo uradnega položaja ali uradnih pravic, se kaznuje z zaporom do dveh let.